# كارلوس منديز
كارلوس منديز (بالإسبانية: Carlos Méndez) هو لاعب كرة قاعدة فنزويلي، ولد في 18 يونيو 1974 في كاراكاس في فنزويلا.

## وصلات خارجية
- كارلوس منديز على موقعبيزبول رفرنس.كوم (الدوري الرئيسي) (الإنجليزية)
- كارلوس منديز على موقعبيزبول رفرنس.كوم (الدوري الثانوي) (الإنجليزية)
- كارلوس منديز على موقع إي إس بي إن.كوم (أم.أل.بي) (الإنجليزية)